# Ali Asghar Bazri
Ali Asghar Bazrighaleh (pers. علي‌اصغر بذري; ur. 11 września 1980 w Behszahrze) – irański zapaśnik w stylu wolnym. Srebrny medalista mistrzostw świata w 2006; dziewiąty w 2007. Złoty medal w igrzyskach azjatyckich w 2006. Trzeci w Pucharze Świata w 2006 roku.